# Vieremänjärvi
Vieremänjärvi eller Vieremäjärvi är en sjö i Finland. Den ligger i kommunen Vieremä i landskapet Norra Savolax, i den centrala delen av landet, 400 km norr om huvudstaden Helsingfors. Vieremänjärvi ligger 86,1 meter över havet. Den är 13,8 meter djup. Arean är 1,57 kvadratkilometer och strandlinjen är 12,91 kilometer lång. Sjön  ingår i Vuoksens huvudavrinningsområde.   I omgivningarna runt Vieremänjärvi växer i huvudsak blandskog.
I övrigt finns följande i Vieremänjärvi:
- Likaluoto (en ö)
- Ristisaari (en ö)
- Heinäluoto (en ö)

Följande samhällen ligger vid Vieremänjärvi:
- Vieremä (4 100 invånare)